# Estació de Grijota
Grijota és un baixador ferroviari situat al municipi espanyol homònim, a la província de Palència, Castella i Lleó. Disposa de serveis de Mitjana distància operats per Renfe.

## Situació ferroviària
L'estació se situa a 747 metres d'altitud, al punt quilomètric 5,755 de la línia fèrria d'ample ibèric que uneix Venda de Baños amb Xixón, entre les estacions de Becerril i Palència. El tram és de via doble i està electrificat. Històricament l'estació pertanyia a la línia Palència-La Corunya.

## Història
L'estació va ser inaugurada el 8 de novembre de 1863 com a part de la línia fèrria de Lleó-Palència, més tard allargada fins a La Corunya. La Companyia dels Ferrocarrils del Nord-oest d'Espanya va ser l'encarregada de la construcció i explotació del traçat. El 1878, l'empresa es va declarar en fallida després d'un intent de fusió amb MZOV i la línia va passar a mans de la Companyia dels Ferrocarrils d'Astúries, Galícia i Lleó creada per a continuar amb les obres iniciades per Nord-oest i gestionar les seves línies. No obstant això la situació financera d'aquesta última també es va tornar ràpidament delicada sent absorbida per la Companyia dels Camins de Ferro del Nord el 1885. El 1941, la nacionalització del ferrocarril a Espanya suposa la desaparició d'aquesta última i la seva integració en l'acabada de crear RENFE.
Des del 31 de desembre de 2004 Renfe Operadora explota la línia mentre que Adif és l'empresa titular de les instal·lacions ferroviàries.

## Serveis ferroviaris

### Mitjana distància
Hi ha dos serveis de regional exprés, de la línia 17 de Mitjana Distància, per sentit i dia que uneixen les ciutats de Palència i Lleó:
| Línia MD | Servei          | Origen/Destinació | Parades | Destinació/Origen |
| -------- | --------------- | ----------------- | --- | ----------------- |
| 17       | Regional exprés | Palència          | Grijota, Becerril, Paredes de Nava, Cisneros, Vallada, Grajal, Sahagún, El Burgo Ranero, Santas Martas, Palanquino | Lleó              |

A més, a l'estació també s'hi atura un cop per sentit i dia un tren interurbà que uneix les ciutats de Xixón i Valladolid.